# Tillandsia seideliana
Tillandsia seideliana là một loài thuộc chi Tillandsia. Đây là loài đặc hữu của Brasil.